# Dmitri Sergejewitsch Sotnikow

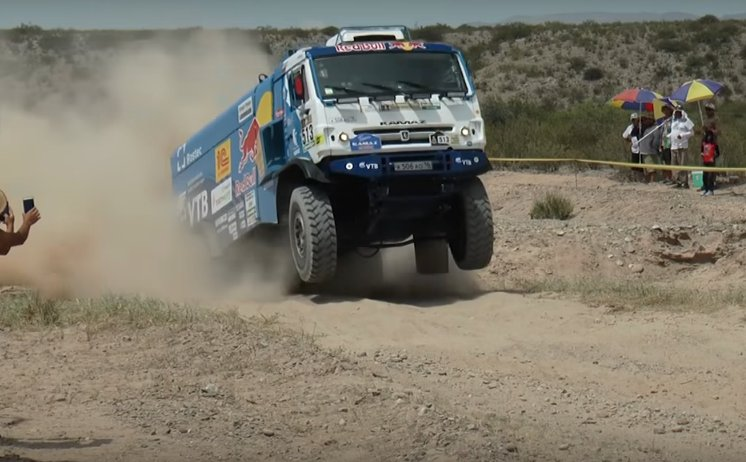
Sotnikow bei der Rallye Dakar 2017

Dmitri Sergejewitsch Sotnikow (russisch Дмитрий Сергеевич Сотников, wiss. Transliteration Dmitrij Sergeevič Sotnikov; * 29. Mai 1985 in Nabereschnyje Tschelny, Tatarische Autonome Sozialistische Sowjetrepublik) ist ein russischer Rallyefahrer und Sieger des Africa Eco Race, vierfacher Sieger der Silk Way Rally sowie zweifacher Sieger der Rallye Dakar in der Lkw‑Kategorie Er fährt für das KAMAZ‑Master-Team.

## Karriere
Sotnikow wurde in der heutigen russischen autonomen Republik Tatarstan geboren. Sein Vater Sergej Sotnikow, durch den er zum Kartsport kam, war zu dieser Zeit bereits mehrere Jahre Mechaniker im KAMAZ‑Master‑Team. Wie auch seine Teamkollegen Andrei Karginow, Airat Mardejew und Eduard Nikolajew, gewann Sotnikow mehrere nationale Meisterschaften wie beispielsweise 2010 die russische Rallye-Meisterschaft in der Klasse der Buggys. Diese Erfolge führten ihn 2008 zum Rallyesport in das KAMAZ‑Master‑Team, beim dem er zunächst als Mechaniker tätig war. Ab 2011 fuhr er erste Rallyes als Mechaniker und ab 2012 als Fahrer. Zur Rallye Dakar trat Sotnikow 2014 erstmals in der Lkw-Kategorie an und gewann die Rallye Dakar 2021 und 2022.

## Erfolge

### Mechaniker
- Silk Way Rally 2011: 8. Platz
- Africa Eco Race 2013: 1. Platz

### Fahrer
- Silk Way Rally 2012: 5. Platz
- Silk Way Rally 2013: 1. Platz
- Rallye Dakar 2014: 4. Platz
- Rallye Dakar 2015: 5. Platz
- Silk Way Rally 2016: 2. Platz
- Silk Way Rally 2017: 1. Platz
- Rallye Dakar 2017: 2. Platz
- Rallye Dakar 2018: 3. Platz
- Rallye Dakar 2019: 2. Platz
- Rallye Dakar 2021: 1. Platz
- Silk Way Rally 2021: 1. Platz
- Rallye Dakar 2022: 1. Platz
- Silk Way Rally 2022: 1. Platz
- Silk Way Rally 2024: 1. Platz